# L'Évasion du capitaine Schlütter
Pour plus de détails, voir Fiche technique et Distribution.
L'Évasion du capitaine Schlütter (The McKenzie Break) est un film britannique réalisé par Lamont Johnson, sorti en 1970.

## Synopsis
Durant la Seconde Guerre mondiale, des prisonniers de guerre allemands internés dans un camp en Écosse tentent de s'évader.

## Fiche technique
- Titre français : L'Évasion du capitaine Schlütter
- Titre original : The McKenzie Break
- Réalisation : Lamont Johnson
- Scénario : William W. Norton, d'après un roman de Sidney Shelley
- Musique : Riz Ortolani
- Photographie : Michael Reed
- Montage : Tom Rolf
- Production : Arthur Gardner & Jules V. Levy
- Sociétés de production : Levy-Gardner-Laven & Brighton Pictures
- Société de distribution : United Artists
- Pays de production :  Royaume-Uni
- Langues : Anglais, Allemand
- Format : Couleur - Mono - 35 mm - 1.85:1
- Durée : 102 min
- Date de sortie : États-Unis : 28 octobre 1970

## Distribution
- Brian Keith (VF : Jean Martinelli) : Le capitaine Jack Connor
- Helmut Griem (VF : Gabriel Cattand) : Willi Schlütter
- Ian Hendry (VF : William Sabatier) : Le major Perry
- Jack Watson (VF : Jean-Henri Chambois) : Le général Ben Kerr
- Patrick O'Connell (VF : Michel Barbey) : Le sergent Major Cox
- Horst Janson (VF : Jean Amadou) : Le lieutenant Neuchl
- Alexander Allerson : Le lieutenant Wolff
- John Abineri : Hauptmann Kranz
- Constantine Gregory (en) : Le lieutenant Hall
- Tom Kempinski (VF : Albert Augier) : Le lieutenant Schmidt
- David Kelly (VF : Gérard Férat) : Le commandant présidant la commission disciplinaire
- Noel Purcell (VF : Maurice Pierrat) : Le capitaine du Ferry
- Lamont Johnson (VF : Yves Brainville) : Le capitaine du patrouilleur
- Eric Allan : Le lieutenant Hochbauer
- Caroline Mortimer : Le sergent Bell
- Mary Larkin : Le caporal Jean Watt
- Gregg Palmer : Le lieutenant Berger
- Michael Sheard : Unger
- Ingo Mogendorf : Le lieutenant Fullgrabe